# Киа-центр
Киа-центр (англ. Kia Center), ранее известный как «Эмвей-центр» (англ. Amway Center) — спортивно-развлекательный комплекс в Орландо (штат Флорида, США), права на название которого принадлежат компании Kia America. Предназначен для проведения соревнований по различным видам спорта, таким как баскетбол, хоккей с шайбой, лакросс, а также мероприятий: ледовых шоу, родео, конвентов, цирковых выступлений, музыкальных концертов и др. Является домашней ареной для команд «Орландо Мэджик» из Национальной баскетбольной ассоциации, «Орландо Предаторс» из AFL и «Орландо Солар Бэрс» из ECHL. Владельцем стадиона является муниципалитет города Орландо. Строительство арены стало частью проекта по обновлению делового центра Орландо. Строительство началось 25 июля 2008 года, а открытие состоялось 1 октября 2010 года. Цена строительства составила 480 млн долларов. В 2012 году арена принимала матч всех звёзд НБА.

## История

### История создания
Незадолго до принятия третьего генерального плана развития Орландо, владелец «Орландо Мэджик» миллиардер Ричард Девос и его зять Боб Вандер Вейд обратились к руководству города с прошением о строительстве новой арены в течение ближайших десяти лет. «Эмвей-арена», где в то время проводили домашние игры «Мэджик», была построена в 1989 году, незадолго до революции в строительстве спортивно-развлекательных сооружений. Несмотря на то, что она проектировалась в соответствии стандартам НБА того времени, строительство арены началось незадолго до того, как VIP-ложи и клубные места среднего уровня стали де-факто стандартом для сооружений такого класса. Небольшое количество магазинов, баров и ресторанов также негативно влияло на доходы «Мэджик». В результате, на начало 2000-х годов «Эмвей-арена» оказалась одной из самых старых арен в НБА. Из-за этого в 1990-х годах команда даже вела переговоры о возможном переезде в Канзас-Сити, Оклахома-Сити или Лас-Вегас. В 1996 году фирма Conventions Sports & Leisure провела исследования о возможности провести реконструкцию сооружения. Согласно исследованию, даже при реконструкции стоимостью 75 млн долларов, будущие доходы не покроют ипотечные платежи. Кроме того, арену придётся закрыть на год, из-за чего «Мэджик» придётся искать себе новую домашнюю площадку, а город потеряет доходы от проведения концертов.
29 сентября 2006 года, после нескольких лет переговоров, мэр Орландо Бадди Дайер, мэр округа Ориндж Ричард Кротти и руководство «Орландо Мэджик» объявили, что они достигли соглашения о строительстве новой арены в деловой части Орландо на углу Чёрч стрит и Хаги авеню. Стоимость проекта составила 480 млн долларов: 380 млн долларов — стоимость строительства арены и 100 млн долларов — стоимость земли и инфраструктуры. Это строительство должно было стать частью 1,05 миллиардного проекта по обновлению Орландо Центроплекса. Кроме новой арены должен был быть построен центр исполнительных искусств стоимостью 375 млн и проведено расширение стадиона «Ситрус Боул», стоимость реконструкции которого оценивалось в 175 млн долларов. Позже из-за спада экономики реконструкция была отложена до 2020 года. Этот проект был назван «Тройной короной даунтауна» (англ. Triple Crown for Downtown).
Так как компания Эмвей являлась титульным спонсором «Эмвей-арены», она получила первоочередное право стать титульным спонсором нового сооружения и, воспользовавшись этим правом, 3 августа 2009 года заключила 10-летний контракт на сумму 40 млн долларов о покупке права на название, дав ей имя «Эмвей-центр».
20 декабря 2023 года компания Kia America получила права на название и арена официально была переименована в «Киа-центр».

### Финансирование

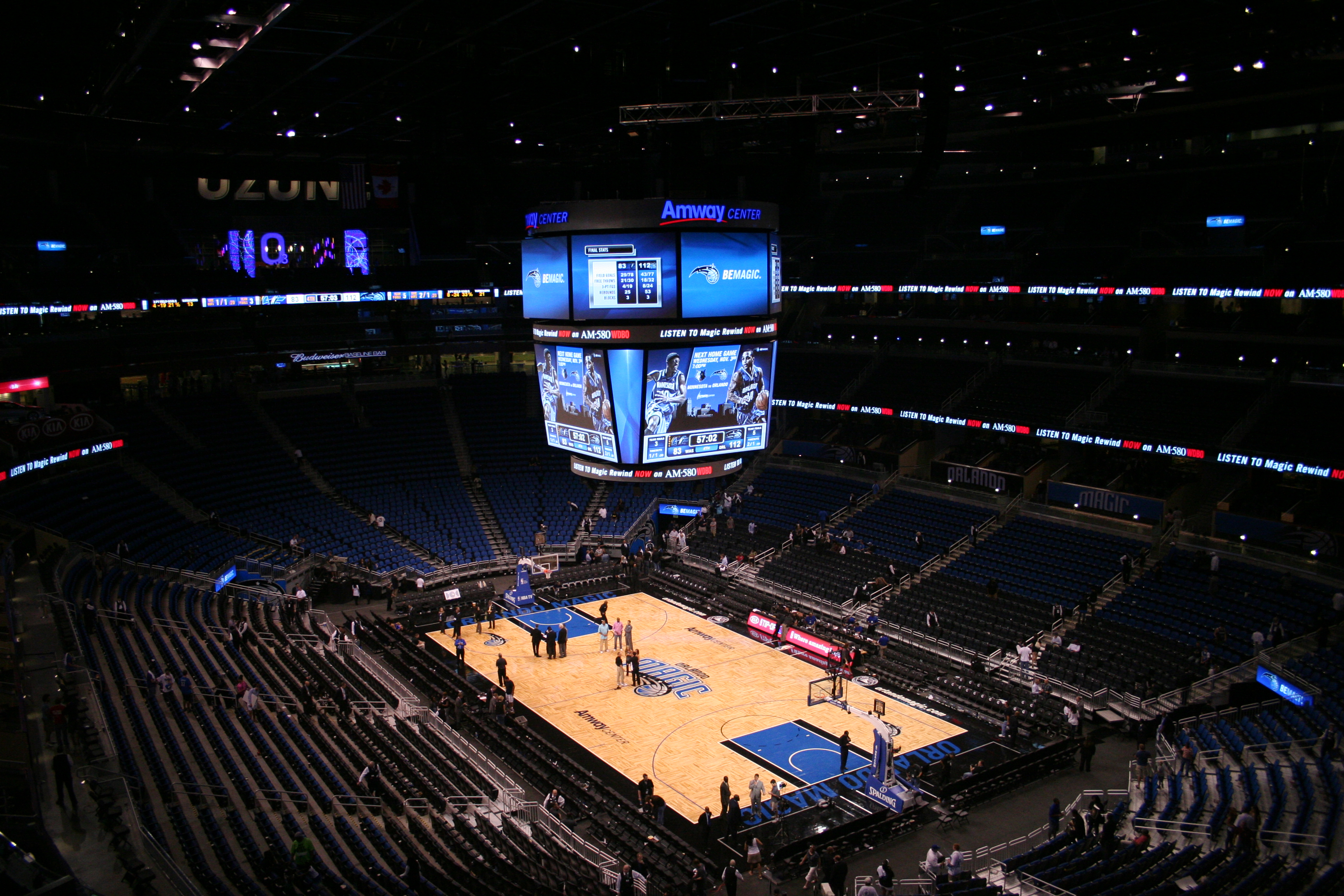
Арена по окончании баскетбольного матча

Окончательный вариант договора был оглашен 22 декабря 2006 года. Согласно ему город Орландо станет владельцем новой арены, в то время как «Мэджик» получат контроль над планированием и строительством сооружения до тех пор, пока они будут выполнять свои обязательства согласно установленным правилам и договорам. Дополнительно, город будет получать часть денег от продажи титульных прав и билетов на VIP-ложи. Приблизительно эта сумма была оценена в 1,75 млн долларов в первый год работы арены. «Мэджик» будут получать все деньги с продажи билетов на свои игры, а город с продажи билетов на все другие мероприятия. «Орландо Мэджик» авансом заплатят 50 млн долларов наличными, покроют возможный перерасход средств во время строительства и ежегодно будут выплачивать 1 млн долларов в качестве арендной платы. Город Орландо заплатит за аренду земли и инфраструктуру. Оставшаяся часть денег будет выплачена облигациями округом Ориндж, которые будут погашаться деньгами, полученными с налога по развитию туризма, который в 2006 году был увеличен на 6 %. «Мэджик» станут гарантами выплаты 100 млн долларов по этим облигациям.
22 мая 2007 года городской совет Орландо одобрил несколько соглашений, связанных со строительством новой арены. Официально план строительства был одобрен 23 июля. Вечером 26 июля, после целого дня общественных слушаний, совет окружного финансового управления округа Ориндж окончательно одобрил план строительства. 1 декабря 2007 года Город и «Мэджик» пришли к соглашению с тремя владельцами земли, где планировалось построить арену, заплатив им 8,5 млн долларов.

### Долговые проблемы
3 апреля 2010 года Fitch Rating Agency перевела облигации, использованные для финансирования строительства арены в разряд мусорных и предупредила их держателей, что в течение ближайших 30 месяцев «Эмвей-центр» будет признан банкротом, если его финансовое состояние не изменится. Руководство города о округа Ориндж сразу же распространило в СМИ информацию, что это никак не повлияет на сроки сдачи арены и что необходимые средства для завершения строительства будут найдены. Однако понижение процентной ставки приведет к увеличению цены строительства «Эмвей-центра» и городу будет сложнее найти кредиторов для осуществления следующих этапов плана — строительства 425 миллионного Dr. Phillips Center и 175 млн реконструкции стадиона «Цитрус Боул».

### Строительство и открытие
3 августа 2007 года был назван генеральный подрядчик проекта. Им стало архитектурное бюро Populous (бывшее HOK Sport), а компании Smith Seckman Reid и Walter P Moore Engineers and Consultants его партнёрами. В строительстве также приняли участие местные архитектурные бюро C.T. Hsu + Associates и Baker Barrios Architects. Частью соглашения с Populous было условие, что как минимум 18 % строительных работ будут выполнять компании, которыми владеют национальные меньшинства, а 6 % компании, которыми владеют женщины. Таким образом, в строительстве участвовало 61 компания, которыми владеют афроамериканцы, 51 — женщины, 36 — латиноамериканцы, 20 — азиаты и 2, которыми владеют коренные американцы. Всего в строительстве участвовало 2250 человек.
Строительство арены началось 25 июля 2008 года. Стройка развернулась на площади 35 500 м2. 3 августа 2009 года арена получила название «Эмвей-центр». 14 июля 2009 года началась установка ферм, которые изготовлялись в нескольких милях от арены. 5 ноября 2009 года прошла церемония установки последней стальной балки сооружения на которой присутствовало и руководство города. Компания Alpha Manufacturing занималась изготовлением стальных конструкций башни, расположенной в северо-восточном углу арены, а компания C.T. Windows занималась изготовлением и установкой 48 стеклянных панелей размером 305 на 305 см. Официальное открытие и церемония перерезания ленточки состоялось 1 октября 2010 года. В этот день жители города были приглашены посетить новый стадион, где мэр Орландо Бадди Дайер зачитал своё ежегодное обращение. На следующий день, 2 октября, в «Эмвей-центре» продолжился день открытых дверей. Посетителям была дана возможность осмотреть арену, их угощали бесплатным поп-корном и лимонадом.

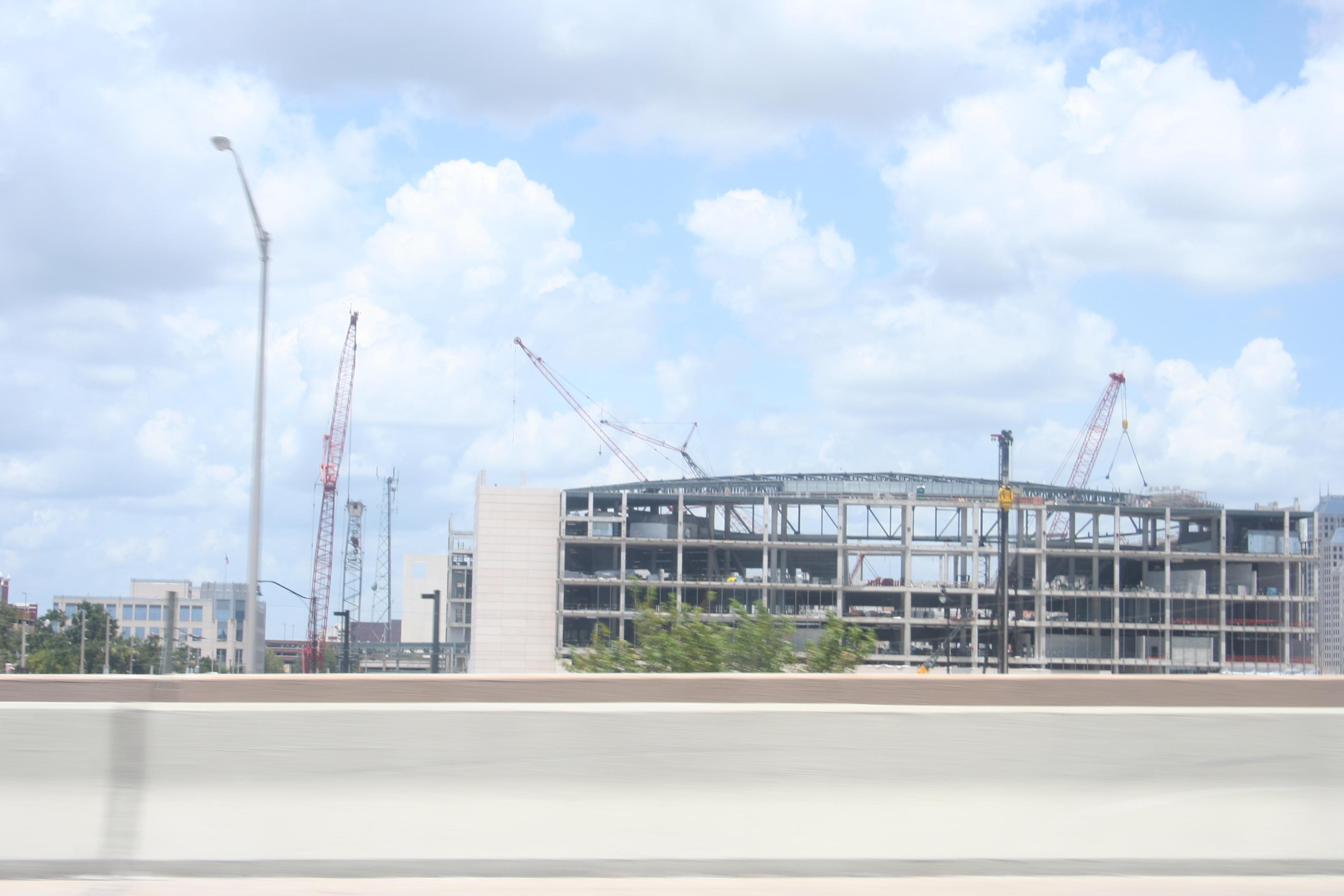
2 августа 2009 года
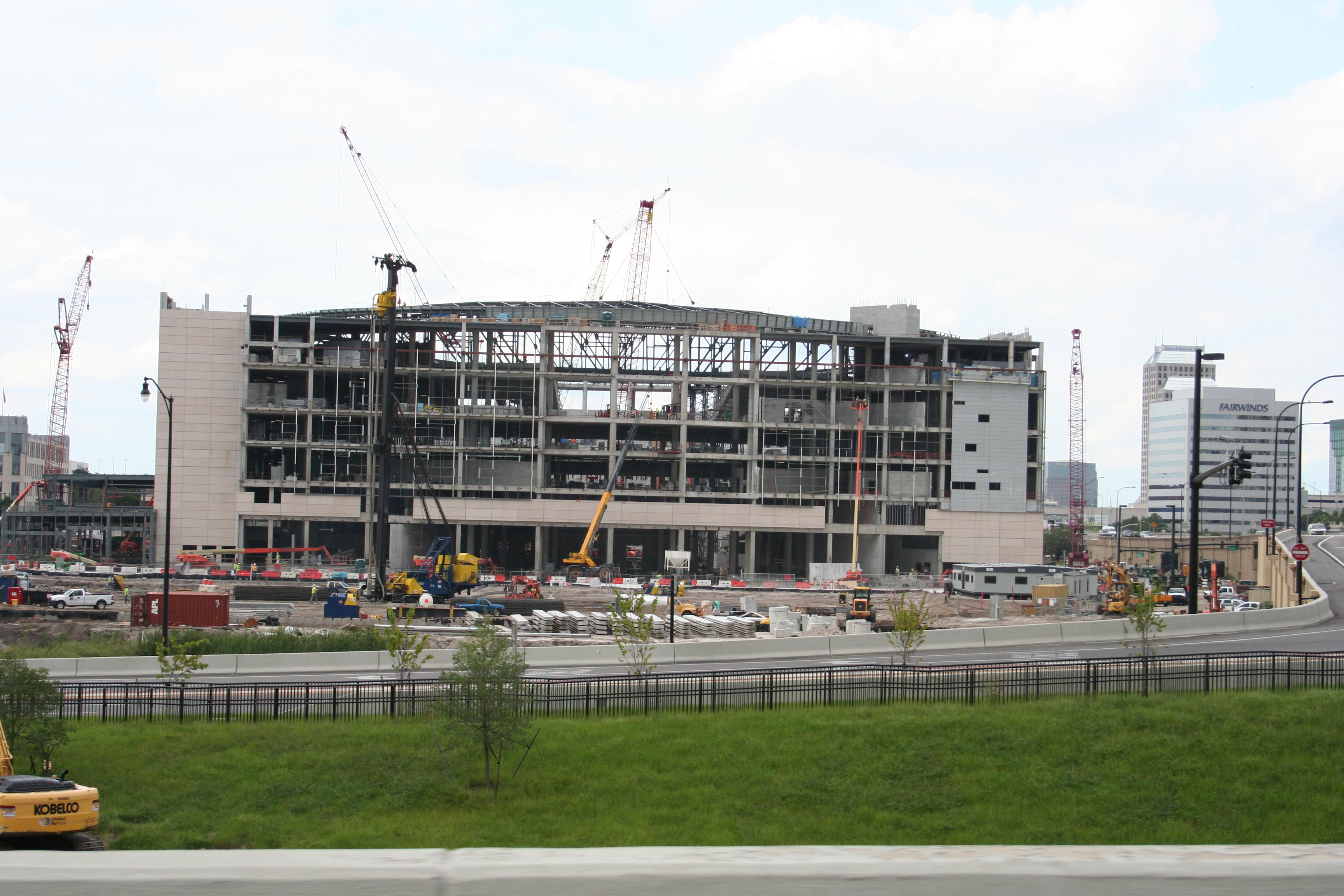
24 августа 2009 года
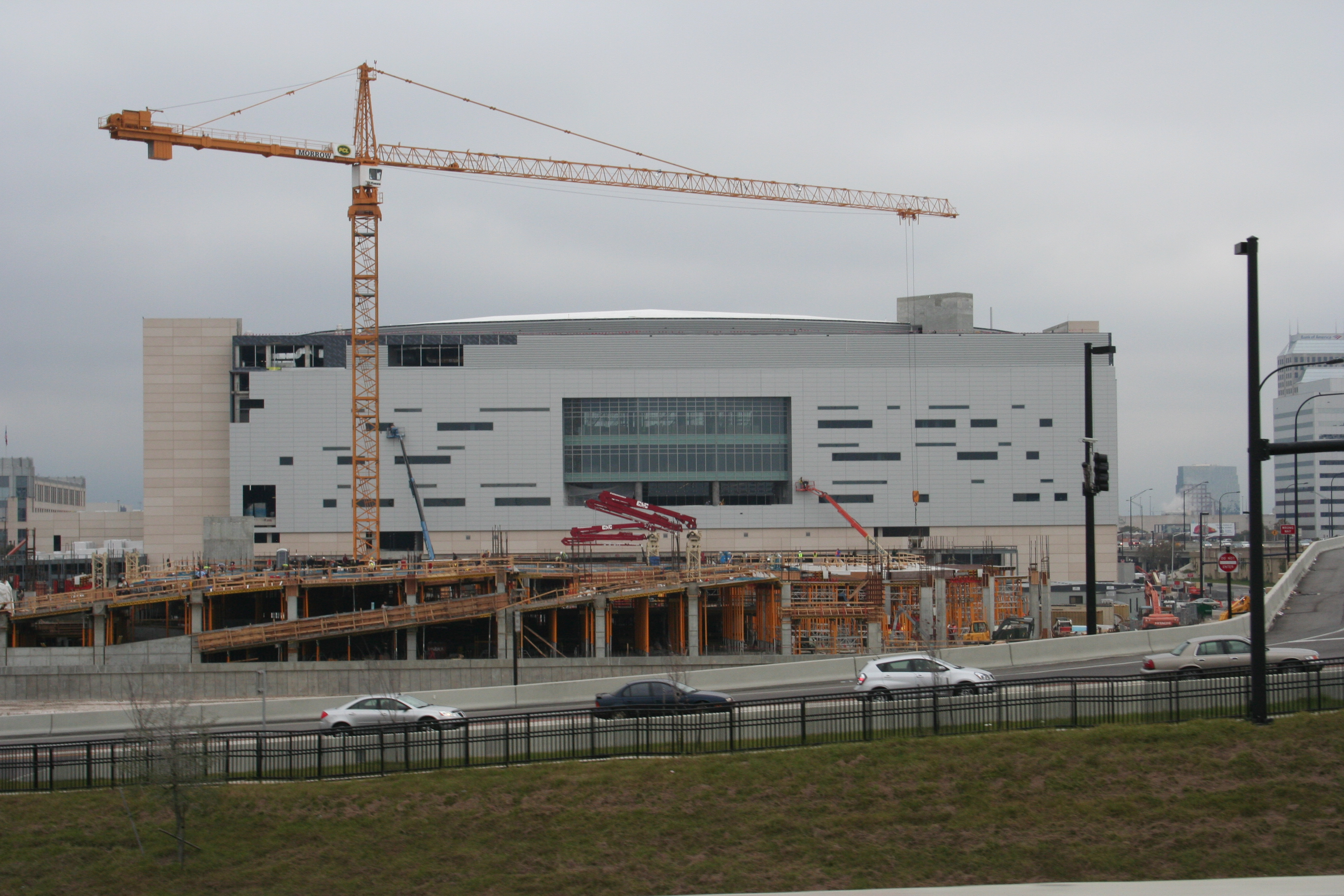
8 января 2010 года

## Параметры

### Архитектура

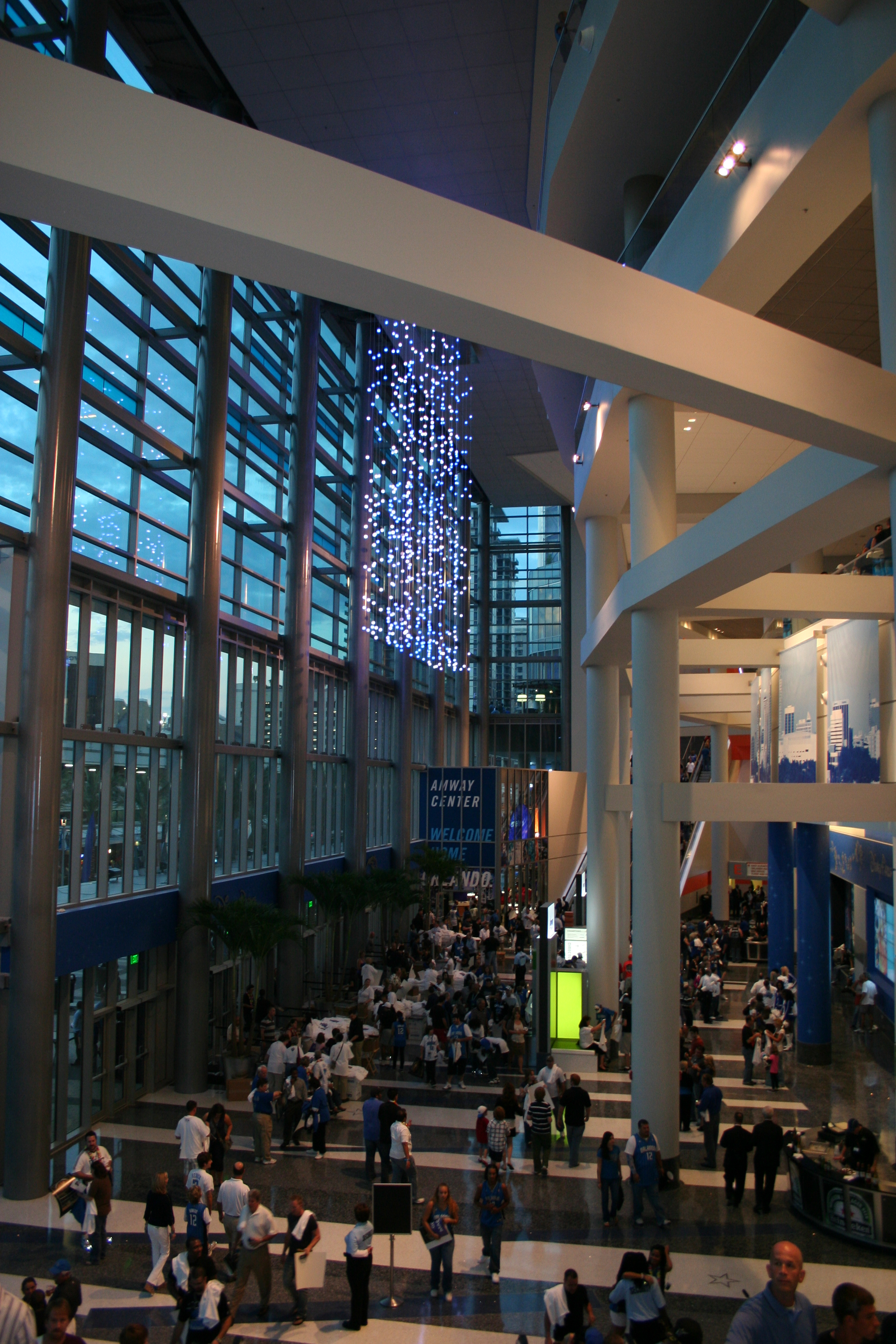
Главный вход в «Эмвей-центр»

На строительство арены ушло 122 500 тонн цемента и более 4000 тонн стали. Площадь строения более 80 000 м², что почти в 3 раза больше, чем площадь «Эмвей-арены». Экстерьер здания выполнен из современного сочетания стекла и метала, а вдоль одного фасада расположен большой дисплей. В передней части строения находится башня со шпилем высотой 60 м, которая хорошо заметна на городском горизонте. Каждая сторона строения имеет дизайн, похожий на прилегающую территорию к нему. В дизайне здания использованы элементы как горизонтальных, так и вертикальных поверхностей. Главный вход, Disney atrium, выходит на Чёрч-стрит, которая в этом месте переходит в Чёрч-стрит-плазу — пешеходную зону во время игр, где могут собираться зрители. В просторных вестибюлях предлагаются развлечения как для взрослых, так и для детей. Калифорнийский арт-куратор Sports and the Arts занимался монтажом художественной коллекции в «Эмвей-центре». Коллекция представляет собой более 340 работ, включая около 200 высококачественных фотографий. 14 из 19 представленных художников представляют центральную Флориду. В угловой башне расположен ресторан Grey Goose Lounge, который желающие могут посетить не только во время игр, но и в другие дни.
«Эмвей-центр» является одним из наиболее технологически передовых спортивных сооружений в мире. Внутри здания установлена уникальная видеосистема, разработанная компанией Daktronics из Брукингз, Южная Дакота, которая является самой высокой среди всех арен НБА (13 метров в высоту). Система обладает высоким разрешением и использует 6 мм пиксели. Состоит из 18 дисплеев, включая два круговых. В систему также входит 640 метров ленточных дисплеев, самая большая из которых имеет в длину 340 метров, полностью охватывая арену. На дисплеях отображается как события игры в реальном времени, так и дополнительная статистическая информация. Снаружи здания расположен большой дисплей, состоящий из 5000 сегментов Daktronics ProPixel® LED, длиною метр каждая. Экран имеет размер 14 на 16 метров и он установлен таким образом, чтобы был виден проезжающим автомобилистам мимо «Эмвей-центра» по Interstate 4.
Арена разделена на два яруса. Нижний ярус — уровень 100 (разделенный на секторы от 101 до 118), а верхний — 200 уровень (сектора 301—232). Между двумя ярусами располагаются VIP-ложи и клубные места. С двух боков арены расположены VIP-ложи уровней. При строительстве арены, проектировщики отошли от принципа, чем выше места, тем менее они комфортные. В «Эмвей-центре» сиденья на верхнем ярусе такие же, как и на нижних. Это же касается баров и ресторанов, которые расположены на всех ярусах арены. Сиденья в новой арене на 10-30 % шире, чем на старом стадионе.
Под крышей арены свисает флаг с закрепленным номером клуба — 6, посвящённого шестому игроку команды — болельщикам, а также два флага, посвящённые чемпионству «Мэджик» в Восточной конференции в сезонах 1994/95 и 2008/09.
Стоимость билетов на игры «Мэджик» варьируется от 5 долларов на верхний ярус до 295 000 долларов за годовую аренду VIP-ложи.

### Сравнение с «Эмвей-ареной»
В «Эмвей-центре» большое количество VIP-лож и клубных мест средней ценовой категории, расположенных между нижним и верхним ярусами. Такое расположение прямо противоположно расположению их в «Эмвей-арене», где они были подвешены к потолку и находились над обычными местами. Пол «Эмвей-центра» был разработан специально, чтобы была возможность принимать игры американского футбола в закрытых помещениях. Расположение секций с сиденьями также было спроектировано таким образом, чтобы они образовывали правильный прямоугольник, что ранее невозможно было сделать во время игр «Предаторс».
| | Эмвей-центр | Эмвей-арена                 |
| --- | --- | --------------------------- |
| Вместимость: Хоккей/американский футбол в помещении Баскетбол НБА Баскетбол NCAA Концерты со сценой в конце площадки Концерты со сценой посредине | 17 200 18 500 20 000 16 000 19 000 | 15 948 17 282 12 592 18 039 |
| Площадь в квадратных метрах | 81 290 | 34 100                      |
| VIP-ложи | 38 Founders Suites 30 Presidents Suites 70 Loge Boxes 2 Legends Suites 14 MVP Tables 4 Silver Suites 4 IOA Hardwood Suites 2 All-Star Decks 1 AirTran Flight Deck 3 Club Hospitality Rooms | 26 Скайбоксов               |
| Клубные места | 1428 | 0                           |
| Вестибюли | 4 | 1                           |
| Туалеты | 18 мужских 19 женских | 4 мужских 4 женских         |
| Магазины | 3 | 0 (4 стенда)                |
| Торговые лотки | 1:150 зрителей | 1:215 зрителей              |

### Защита окружающей среды
7 апреля 2011 года Совет по архитектуре и строительству экологически чистых зданий в США (англ. US Green Building Council) присудил арене рейтинг «LEED Gold». Это стало возможным после проведения ряда модификаций и мероприятий по защите окружающей среды. Среди них:
- уменьшение потребления воды, благодаря установке современного оборудования;
- использование в строительстве более 8000 тонн строительного мусора со свалки;
- сбор ливневых вод с крыши и их хранение в специальных цистернах с последующим использованием при ирригации;
- во время строительства было использовано более 20 % переработанных материалов, а также 30 % строительных материалов были произведены недалеко от места стройки;
- строительство арены было проведено в месте существующей городской застройки, вместо того, чтобы расчищать новые земли, строить новые дороги и другую инфраструктуру[28].

### Расположение
«Эмвей-центр» находится в деловом районе Орландо рядом с автомагистралью 4. Рядом с ним проходят Чёрч стрит, Хаги авеню, Саут стрит и Дивизион авеню. Главный вход выходит на Чёрч стрит. Недалеко от арены находятся многочисленные рестораны, бары и клубы. Во время игр, движение по Чёрч стрит перекрывается. Рядом с ареной расположены две парковки, вместимостью 7400 паркомест. Одна из парковок, Geico гараж, соединена с ареной специальным переходом. Места на них заказываются предварительно и их стоимость составляет 20 долларов. На самом верхнем, восьмом этаже, гаража Geico расположен гелипорт. Рядом с ареной планируется открытие станции городской железной дороги SunRail. Строительство арены сильно повлияло на развитие прилегающих территорий. За шесть месяцев после открытия «Эмвей-центра» рядом с ним открылось более 20 коммерческих заведений.

## Арендаторы
Основным арендатором «Эмвей-центра» является команда «Орландо Мэджик» из НБА. 22 августа 2010 года команда «Орландо Предаторс» из AFL заключила пятилетний контракт с ареной, согласно которому клуб будет ежегодно выплачивать по 280 000 долларов за право проведения домашних игр в «Эмвей-центре». В октябре 2011 года город, руководство арены и «Предаторс» пересмотрели условия контракта, уменьшив арендную плату до 106 000 за 9 матчей (один сезон), выделив 300 паркомест на каждую игру, а также изменили распределение средств от рекламы и продаж. Разница в арендной плате будет выплачиваться из городского бюджета. Такой ход городских властей объясняется желанием города в усилении команды, которая будет привлекать больше людей в деловую часть города, что благоприятно скажется на экономике.
1 ноября 2011 года руководство ECHL объявило о создании новой хоккейной команды в Орландо — «Орландо Солар Бэрс», которая начнёт выступать с сезона 2012/13. Владельцы «Солар Бэрс» заключили с руководством арены трёхлетний договор, согласно которому обязуются проводить как минимум 36 игр в год, выплачивая по 22 000 долларов за игру в первый год и по 25 000 во второй и третий. Дополнительно клуб будет выплачивать по 10 000 каждую игру, если будет использоваться верхний ярус арены.

## События
Первым мероприятием в новой арене должен был стать концерт группы Eagles, однако из-за болезни одного из члена коллектива, Дона Хенли, выступление было перенесено на 26 октября. Поэтому первым мероприятием стал концерт Висенте Фернандеса, прошедший 8 октября. Свою первую игру в новой арене «Орландо Мэджик» сыграли 10 октября против «Нью-Орлеан Хорнетс». В этой игре «Мэджик» победили с рекордным в своей истории разрывом в 54 очка. Первую официальную игру сезона 2010/11 команда из Орландо провела 28 октября против «Вашингтон Уизардс». Во время первого сезона средняя посещаемость домашних игр составила 18 972 человека, а всего за год матчи «Мэджик» вживую пришло посмотреть 777 852 человека, что стало 9 показателем в лиге. В следующем сезоне средняя посещаемость практически не изменилась, но в связи с локаутом сезон был сокращён и в Орландо прошло всего 33 матча. 26 февраля 2012 года в «Эмвей-центре» прошёл звёздный уикенд НБА. На главное событие мероприятия, матч всех звёзд НБА, пришло посмотреть 17 125 человек.
На арене с концертами выступали Леди Гага, Бритни Спирс, Red Hot Chili Peppers, Sade, Рики Мартин, Bon Jovi, Ашер, Nickelback и многие другие. В «Эмвей-центре» проходили шоу WWE Raw и SmackDown.

## Премии и награды
- «Honor Award» от Орландского отделения Американского института архитектуры (2011)[45]
- «Архитектурное бюро года» — Baker Barrios Architects от Орландского отделения Американского института архитектуры (2011)[46]
- Merit Awards в категории «Economic and Business Development» (2011)[47]
- Лучшая арена НБА по мнению ESPN (2011)[48]
- Номинация на Pollstar Awards в категории «Best New Major Concert Venue»[49]
- Sports Business Awards в категории «Спортивное сооружение» (2012)[50]